# ایتاکاژا
ایتاکاژا (به پرتغالی: Itacajá) یک منطقهٔ مسکونی در برزیل است که در توکانتینس واقع شده‌است. ایتاکاژا ۷٬۴۵۲ نفر جمعیت دارد.